# Barokowa kuźnia w Kalu
Barokowa kuźnia w Kalu (cz. Barokní kovárna Kal) – budynek barokowej kuźni zlokalizowany w centrum osady Kal będącej częścią wsi Pecka w Czechach (kraj hradecki, powiat Jiczyn).
Kuźnia pierwotnie należała do właścicieli zamku Pecka i według zapisów teresińskiego katastru istniała już w 1756. Obecna pochodzi z około 1800. Podkuwano w niej nie tylko konie i bydło, ale także dokonywano napraw większego sprzętu rolnego i wozów. 
Obiekt reprezentuje styl barokowy. Jest budowlą dwukondygnacyjną z poddaszem, krytą dachem dwuspadowym. Od frontu w części parterowej ma rząd podcieni.